# A Slugterra epizódjainak listája
Ez a szócikk a Slugterra című animációs sorozat epizódjait sorolja fel.

## Évados áttekintés
| Évad | Évad          | Epizódok | Eredeti sugárzás  | Eredeti sugárzás   | Eredeti adó | Magyar sugárzás   | Magyar sugárzás   | Magyar adó |
| Évad | Évad          | Epizódok | Évadpremier       | Évadfinálé         | Eredeti adó | Évadpremier       | Évadfinálé        | Magyar adó |
| ---- | ------------- | -------- | ----------------- | ------------------ | ----------- | ----------------- | ----------------- | ---------- |
|      | 1             | 13       | 2012. október 15. | 2012. november 1.  | Disney XD   | 2014. január 26.  | 2014. február 7.  | Megamax    |
|      | 2             | 12       | 2013. február 11. | 2013. március 28.  | Disney XD   | 2014. február 8.  | 2014. február 19. | Megamax    |
|      | 3             | 14       | 2013. július 1.   | 2013. október 15.  | Disney XD   | 2015. január 19.  | 2015. március 5.  | Megamax    |
|      | Filmek        | 3        | 2014. március 30. | 2014. augusztus 2. | Disney XD   | 2015. március 14. | 2015. március 28. | Megamax    |
|      | 4             | 13       | 2016. január 17.  | 2016. április 26.  | Disney XD   | 2016.             | 2016.             | Megamax    |
|      | Különkiadások | 2        | 2016. október 25. | 2016. október 25.  | Disney XD   | 2016. november 3. | 2016. november 4. | Megamax    |

## Epizódok

### 1. évad (2011)
| #   | #   | Eredeti cím                       | Magyar cím                | Eredeti premier   | Magyar premier   | Gyártási kód |
| --- | --- | --------------------------------- | ------------------------- | ----------------- | ---------------- | ------------ |
| 1.  | 1.  | The World Beneath our Feat Part 1 | Föld alatti világ 1. rész | 2011. október 18. | 2012. január 26. | 101          |
| 2.  | 2.  | The World Beneath our Feat Part 2 | Föld alatti világ 2. rész | 2011. október 19. | 2012. január 27. | 102          |
| 3.  | 3.  | The Trade                         | Az üzlet                  | 2011. október 20. | 2012. január 28. | 103          |
| 4.  | 4.  | The Slugout                       | A slug-baj                | 2011. október 21. | 2012. január 29. | 104          |
| 5.  | 5.  | Club Slug                         | Slug klub                 | 2011. október 22. | 2012. január 30. | 109          |
| 6.  | 6.  | The Slug Run                      | Slug futam                | 2011. október 23. | 2012. január 31. | 106          |
| 7.  | 7.  | Mecha Mutiny                      | Slug lázadás              | 2011. október 24. | 2012. február 1. | 111          |
| 8.  | 8.  | Deadweed                          | Holtláp                   | 2011. október 25. | 2012. február 2. | 105          |
| 9.  | 9.  | Shadows and Light                 | Árnyék és fény            | 2011. október 26. | 2012. február 3. | 107          |
| 10. | 10. | Mario Bravado                     | Mario Bravado             | 2011. október 27. | 2012. február 4. | 113          |
| 11. | 11. | Dawn Of The Slugs                 | A slugok hajnala          | 2011. október 28. | 2012. február 5. | 110          |
| 12. | 12. | Endangered Species                | Veszélyeztetett fajok     | 2011. október 29. | 2012. február 6. | 112          |
| 13. | 13. | Undertow                          | Keresztáram               | 2011. október 30. | 2012. február 7. | 108          |

### 2. évad (2012)
| #   | #   | Eredeti cím                 | Magyar cím              | Eredeti premier   | Magyar premier    | Gyártási kód |
| --- | --- | --------------------------- | ----------------------- | ----------------- | ----------------- | ------------ |
| 14. | 1.  | The new Kid: Part 1         | Az új fiú: 1. rész      | 2012. március 17. | 2013. február 8.  | 201          |
| 15. | 2.  | The new Kid: Part 2         | Az új fiú: 2. rész      | 2012. március 18. | 2013. február 9.  | 202          |
| 16. | 3.  | Snow Dance                  | Hó tánc                 | 2012. március 19. | 2013. február 10. | 203          |
| 17. | 4.  | Inheritance                 | Örökség                 | 2012. március 20. | 2013. február 11. | 204          |
| 18. | 5.  | A distant Shore             | Távoli világ            | 2012. március 21. | 2013. február 12. | 205          |
| 19. | 6.  | The Journey Home            | Az út hazafelé          | 2012. március 22. | 2013. február 13. | 206          |
| 20. | 7.  | Technoslugs                 | Roboslugok              | 2012. március 23. | 2013. február 14. | 207          |
| 21. | 8.  | The Unbeatable Master       | A legyőzhetetlen mester | 2012. március 24. | 2013. február 15. | 208          |
| 22. | 9.  | Deep Water, Dark Water      | Mély Víz, Fekete Víz    | 2012. március 25. | 2013. február 16. | 209          |
| 23. | 10. | The Gentleman and the Thief | Az úriember és a tolvaj | 2012. március 26. | 2013. február 17. | 210          |
| 24. | 11. | No Exit                     | Nincs kiút              | 2012. március 27. | 2013. február 18. | 211          |
| 25. | 12. | The hard part               | A nehéz rész            | 2012. március 28. | 2013. február 19. | 212          |
| 26. | 13. | What Lies Beneath           | Ami a mélyben rejlik    | 2012. március 29. | 2013. február 20. | 213          |

### 3. évad (2013)
| #   | #   | Eredeti cím           | Magyar cím               | Eredeti premier      | Magyar premier   | Gyártási kód |
| --- | --- | --------------------- | ------------------------ | -------------------- | ---------------- | ------------ |
| 27. | 1.  | The Return            | A visszatérés            | 2013. július 2.      | 2014. február 1. | 301          |
| 28. | 2.  | Slugball              | Slugball                 | 2013. július 3.      | 2014. február 2. | 302          |
| 29. | 3.  | The King of Sling     | A sling király           | 2013. július 5.      | 2014. február 3. | 303          |
| 30. | 4.  | Mission Improbable    | Valószínűtlen küldetés   | 2013. augusztus 17.  | 2014. február 4. | 304          |
| 31. | 5.  | Keys to the Kingdom   | A királysághoz vezető út | 2013. augusztus 24.  | 2014. február 5. | 305          |
| 32. | 6.  | Thrill of the Game    | A játék izgalma          | 2013. augusztus 31.  | 2014. február 6. | 306          |
| 33. | 7.  | Lightwell             | A fénykút                | 2013. szeptember 7.  | 2014. február 7. | 307          |
| 34. | 8.  | It Comes by Night     | Éjszaka jön elő          | 2013. szeptember 14. | 2014. február 8. | 308          |
| 35. | 9.  | Upgrade               | Fejlesztés               | 2013. szeptember 21. | 2014. március 1. | 309          |
| 36. | 10. | Back to Blakk         | Blakk története          | 2013. szeptember 28. | 2014. március 2. | 310          |
| 37. | 11. | Bandoleer of Brothers | Elit alakulat            | 2013. október 5.     | 2014. március 3. | 311          |
| 38. | 12. | Dark as Night         | Sötét mint az Éj         | 2013. október 12.    | 2014. március 4. | 312          |
| 39. | 13. | Light as Day          | Fényes mint a Nap        | 2013. október 15.    | 2014. március 5. | 313          |

### Filmek (2014)
| #  | Eredeti cím              | Magyar cím                          | Író (k)                                 | Rendező (k)                                                                           | Eredeti Premier                 | Magyar Premier    |
| -- | ------------------------ | ----------------------------------- | --------------------------------------- | ------------------------------------------------------------------------------------- | ------------------------------- | ----------------- |
| 1. | Ghoul from beyond        | Slugterra: Ghoulok a mélyből        | Scott Sonneborn                         | Johnny Darrell, Logan McPherson, Barry Karnowski                                      | 2014. március 30. (Amerikában)  | 2015. március 21. |
| 2. | Return of the elementals | Slugterra: Az őselemek visszatérése | Guy Toubes, Johnatan Callan, Ken Pontac | Johnny Darrell, Daniel DeSerranno, Behzad Mansoori-Dara, Logan McPherson, Steve Sacks | 2014. augusztus 2. (Amerikában) | 2015. március 14. |
| 3. | Slug fu showdown         | Slugterra: A Slug fu művészete      | Guy Toubes, Johnatan Callan, Ken Pontac | Johnny Darrell, Daniel DeSerranno, Behzad Mansoori-Dara, Logan McPherson, Steve Sacks | 2014. augusztus 2. (Amerikában) | 2015. március 28. |

### 4. évad (2016)
| #   | #   | Eredeti cím                        | Magyar cím                | Rendezte                        | Írta            | Eredeti premier   | Magyar premier | Gyártási kód |
| --- | --- | ---------------------------------- | ------------------------- | ------------------------------- | --------------- | ----------------- | -------------- | ------------ |
| 40. | 1.  | The Journey to the Eastern Caverns | Út a keleti barlangokba   | Daniel DeSerranno               | Ken Pontac      | 2016. október 4.  |                | 401          |
| 41. | 2.  | The Great Slug Robbery             | A nagy slug rablás        | Ben Anderson                    | Guy Toubes      | 2016. október 4.  |                | 402          |
| 42. | 3.  | The Tournament of the Underlords   | A nagyurak harca          | Richard Johnson                 | Matt Wayne      | 2016. október 5.  |                | 403          |
| 43. | 4.  | The Emperor                        | A császár                 | Sebastian Brodin                | Scott Sonneborn | 2016. október 5.  |                | 404          |
| 44. | 5.  | Second Chances                     | Második esély             | Daniel DeSerranno               | Jonathan Callan | 2016. október 6.  |                | 405          |
| 45. | 6.  | Get Pronto!                        | Pronto, a hős             | Ben Anderson                    | Kendra Hibbert  | 2016. október 6.  |                | 406          |
| 46. | 7.  | Stuff of Legend                    | Az ősi legenda            | Richard Johnson                 | Patrick Reiger  | 2016. október 7.  |                | 407          |
| 47. | 8.  | Eastern Tech                       | Keleti technika           | Richard Johnson                 | Richard Johnson | 2016. október 7.  |                | 408          |
| 48. | 9.  | Slug Day                           | A Slug nap                | Daniel DeSerranno               | Adam Beechen    | 2016. október 8.  |                | 409          |
| 49. | 10. | The Fall of the Eastern Champion   | A Keleti bajnok bukása    | Jeremy Brown, Daniel DeSarranno | Scott Sonneborn | 2016. október 8.  |                | 410          |
| 50. | 11. | The Lady and the Sword             | A lady és a kard          | Ben Anderson                    | Matt Wayne      | 2016. október 9.  |                | 411          |
| 51. | 12. | The Emperor Strikes Back           | A Császár visszavág       | Sebastian Brodin                | Alexx Van Dyne  | 2016. október 13. |                | 412          |
| 52. | 13. | The Return of the Eastern Champion | A Keleti bajnok visszatér | Richard Johnson                 | Raffaza E       | 2016. október 14. |                | 413          |

### Különkiadások (2016)
| #  | Eredeti cím                 | Magyar cím                                | Rendezte | Írta | Eredeti premier   | Magyar premier    |
| -- | --------------------------- | ----------------------------------------- | -------- | ---- | ----------------- | ----------------- |
| 1. | Slugterra: Into the Shadows | Slugterra: Az árnyak birodalmában 1. rész |          |      | 2016. október 25. | 2016. november 3. |
| 2. | Slugterra: Into the Shadows | Slugterra: Az árnyak birodalmában 2. rész |          |      | 2016. október 25. | 2016. november 4. |